# SEXY BOY ~Soyo Kaze ni Yorisoutte~
«Sexy Boy ~Soyokaze ni Yorisotte~» (Sexy Boy～そよ風に寄り添って～ Chico Sexy ~Recostada por una brisa tranquila~?) es el sencillo número 29 de Morning Musume. Fue lanzado bajo el sello de Zetima el 15 de marzo de 2006.
Al principio el sencillo fue lanzado en un paquete especial que venía con 5 tarjetas fotográficas. El Single V salió a la venta el 29 de marzo de 2006.

## Canciones del sencillo
1. "Sexy Boy ~Soyokaze ni Yorisotte~"
2. "Chance Chance Boogie" (チャンス　チャンス　ブギ )
3. "Sexy Boy ~Soyokaze ni Yorisotte~" (Instrumental)

## Miembros presentes en el sencillo
- 4ª Generación: Hitomi Yoshizawa
- 5ª Generación: Ai Takahashi, Risa Niigaki, Asami Konno, Makoto Ogawa
- 6ª Generación: Miki Fujimoto, Eri Kamei, Sayumi Michishige, Reina Tanaka
- 7ª Generación: Koharu Kusumi

## Posiciones en Oricon y ventas
| Lun | Mar | Mie | Jue | Vie | Sab | Dom | Posición de la semana | Ventas |
| --- | --- | --- | --- | --- | --- | --- | --------------------- | ------ |
| -   | 2   | 3   | 6   | 8   | 11  | 12  | 4                     | 36 531 |
| 15  | 20  | 27  | 27  | 26  | 28  | 25  | 25                    | 5797   |
| 26  | 27  | 37  | 34  | 43  | 34  | 43  | 33                    | 2953   |
| 44  | -   | -   | -   | -   | -   | -   | 80                    | 1227   |
| -   | -   | -   | -   | -   | -   | -   | 87                    | 845    |
| -   | -   | -   | -   | -   | -   | -   | 147                   | 505    |
| -   | -   | -   | -   | -   | -   | -   | 190                   | 397    |
| -   | -   | -   | -   | -   | -   | -   | 171                   | 412    |

Ventas totales: 48 667[cita requerida]